# 謝璟
謝 璟（しゃ けい、生年不詳 - 529年）は、南朝斉から梁にかけての官僚・文人。字は玄度。本貫は陳郡陽夏県。

## 経歴
宋の司徒主簿の謝稚（謝裕の子の謝恂の子）の子として生まれた。若くして従叔父の謝朓とともに名を知られた。南朝斉の竟陵王蕭子良が西邸を開いて、文学の士を招くと、謝璟もこれに参加した。隆昌元年（494年）、西昌侯蕭鸞の下で驃騎諮議参軍となり、記室を兼ねた。後に中書郎に転じ、晋安郡内史をつとめた。中興2年（502年）、梁の武帝の下で霸府諮議・梁台黄門郎となった。天監年間、司農卿・秘書監・左民尚書・明威将軍・東陽郡太守を歴任した。武帝は侍中として任用しようとしたが、謝璟は老齢を理由に固辞し、金紫光禄大夫の位を得て、隠居したいと願い出た。中大通元年（529年）、病没した。
子に謝徴があった。

## 伝記資料
- 『梁書』巻50 列伝第44
- 『南史』巻19 列伝第9